# Macroptila nebecula
Macroptila nebecula är en fjärilsart som beskrevs av William Schaus 1911. Macroptila nebecula ingår i släktet Macroptila och familjen björnspinnare. Inga underarter finns listade i Catalogue of Life.